# الدوري التايلاندي الممتاز 1996-97
الدوري التايلاندي الممتاز 1996-97 (بالتايلندية: จอห์นนีวอล์กเกอร์ไทยแลนด์ซอกเกอร์ลีก ฤดูกาล 2539/40)‏ هو الموسم 1 من الدوري التايلاندي الممتاز. كان عدد الأندية المشاركة فيه 18، وفاز فيه Bangkok Bank F.C. ‏.